# Peter Nalitch
Pëtr Andreevič Nalič, conosciuto come Peter Nalitch (in russo Пётр Андре́евич На́лич?; Mosca, 30 aprile 1981), è un cantante e compositore russo.
Nel 2010 è stato scelto per rappresentare la Russia alla 55ª edizione dell'Eurovision Song Contest.